# 森塔芒格阿拉姆
森塔芒格阿拉姆（Senthamangalam），是印度泰米尔纳德邦Namakkal县的一个城镇。总人口18085（2001年）。

## 人口
该地2001年总人口18085人，其中男性9069人，女性9016人；0—6岁人口1703人，其中男880人，女823人；识字率64.50%，其中男性为72.59%，女性为56.36%。